# Real Zaragoza 2004-2005
Questa voce raccoglie le informazioni riguardanti il Real Saragozza nelle competizioni ufficiali della stagione 2004-2005, nella quale partecipò alla Primera División spagnola, alla Coppa del Re, e, in quanto vincitrice della Coppa del Re 2003-2004, alla Supercoppa di Spagna 2004 e alla Coppa UEFA.

## Stagione
Dopo aver affrontato quattro amichevoli a Nyon, in Svizzera, e tre in Gran Bretagna, il Real Saragozza partecipò al Trofeo Teresa Herrera e vinse il Torneo Federación de Peñas battendo per 14-0 l'Alcorisa.
Il 21 agosto disputò il primo incontro ufficiale, perdendo 1-0 alla Romareda la partita di andata della Supercoppa spagnola, con un gol di Vicente. Al ritorno gli aragonesi ribaltarono il risultato vincendo per 3-1 grazie alle reti di Álvaro, Galletti e Javi Moreno. Il gol del Valencia fu realizzato da Bernardo Corradi. Il Real Saragozza vinse il trofeo per la prima volta nella sua storia, dopo aver perso nel 2001 contro il Real Madrid e nel 1994 contro il Barcellona e dopo aver rinunciato a partecipare alla competizione nel 1986. Il 29 agosto la squadra iniziò il campionato con una partita vinta per 3-1 alla Romareda contro il Getafe, in cui il difensore brasiliano Álvaro segnò una doppietta. Il 16 settembre, grazie a un gol di David Generelo gli spagnoli vinsero per 1-0 la partita di andata del primo turno di Coppa UEFA contro il Sigma Olomouc, squadra della Repubblica Ceca. La prima sconfitta in campionato arrivò alla quinta giornata, quando il Real Saragozza perse 4-1 al Camp Nou contro il Barcellona. Il 30 settembre la squadra si qualificò alla fase a gruppi della Coppa UEFA battendo per 3-2 il Sigma all'Andrův stadion. Inserito nel girone C con Dnipro, Austria Vienna, Club Bruges e F.C. Utrecht, il Real Saragozza arrivò al secondo posto, dopo gli ucraini, con 7 punti. Persero solo in casa dell'Austria Vienna, il 4 novembre, per 1-0. Ai sedicesimi di finale vinsero all'andata e al ritorno contro i campioni di Turchia del Fenerbahçe. Agli ottavi si trovarono nuovamente di fronte l'Austria Vienna. La partita di andata, giocata in Austria, finì 1-1 con un gol di Sávio, il 17 marzo, al ritorno, le due squadre pareggiarono per 2-2 e i viennesi approdarono ai quarti di finale grazie alla regola dei gol fuori casa.
In Coppa del Re il Real Saragozza fu eliminato ai sedicesimi perdendo per 2-1 a Tarragona contro il Gimnàstic, squadra neopromossa in Segunda División.

## Rosa
| N. |                      | Ruolo | Calciatore        |
| -- | -------------------- | ----- | ----------------- |
| 1  | Spagna (bandiera)    | P     | César Láinez      |
| 3  | Spagna (bandiera)    | D     | Agustín Aranzábal |
| 4  | Spagna (bandiera)    | D     | Luis Cuartero     |
| 5  | Brasile (bandiera)   | D     | Álvaro            |
| 6  | Argentina (bandiera) | D     | Gabriel Milito    |
| 7  | Argentina (bandiera) | A     | Luciano Galletti  |
| 8  | Spagna (bandiera)    | C     | Cani              |
| 9  | Spagna (bandiera)    | A     | David Villa       |
| 10 | Brasile (bandiera)   | C     | Sávio             |
| 11 | Spagna (bandiera)    | C     | Juanjo Camacho    |
| 12 | Paraguay (bandiera)  | D     | Delio Toledo      |
| 13 | Spagna (bandiera)    | P     | Luis García Conde |
| 14 | Argentina (bandiera) | C     | Leonardo Ponzio   |

| N. |                   | Ruolo | Calciatore                |
| -- | ----------------- | ----- | ------------------------- |
| 15 | Spagna (bandiera) | C     | Óscar González            |
| 17 | Spagna (bandiera) | C     | José María Movilla        |
| 18 | Serbia (bandiera) | A     | Goran Drulić              |
| 19 | Spagna (bandiera) | A     | Javi Moreno               |
| 20 | Spagna (bandiera) | C     | David Generelo            |
| 21 | Spagna (bandiera) | C     | David Almazán Abril       |
| 22 | Spagna (bandiera) | A     | Piti                      |
| 23 | Spagna (bandiera) | C     | Fernando Soriano          |
| 24 | Spagna (bandiera) | D     | César Jiménez             |
| 25 | Spagna (bandiera) | P     | Rubén Falcón              |
| 26 | Spagna (bandiera) | C     | Alberto Zapater           |
| 27 | Spagna (bandiera) | D     | Manuel Borja Calbar Simón |
| 28 | Spagna (bandiera) | D     | Juan José García Granero  |

## Risultati

### Supercoppa di Spagna
| Arbitro: | Rodríguez Santiago |

|  |           |             |
|  | Marcatori | 61’ Vicente |

| Arbitro: | Megía Dávila |

|             |           |                                         |
| Corradi 54’ | Marcatori | 12’ Álvaro 34’ Galletti 83’ Javi Moreno |